# Castillos (Soriano)
Pour l’article homonyme, voir Castillos.
Castillos est une ville de l'Uruguay située dans le département de Soriano. Sa population est de 163 habitants.

## Population
| Année | Population |
| ----- | ---------- |
| 1963  | –          |
| 1975  | –          |
| 1985  | –          |
| 1996  | –          |
| 2004  | 163        |

Référence,: